# 아오키 마유미
아오키 마유미(일본어: 青木 まゆみ, あおきまゆみ, 1953년 5월 1일~)는 일본의 수영 선수이다. 1972년 하계 올림픽 100m 접영에서 금메달을 획득했으며, 1973년 세계 수영 선수권 대회에서 동메달을 획득했다. 현역 선수로 활동하는 동안 100m 접영에서 세계 기록을 2번 갱신했으며,  현역에서 은퇴한 후, 수영 코치와 고등학교 교사로 일했다.
1989년에 국제 수영 연맹 명예의 전당에 헌액되었다.